# 1764.
◄ | 17. stoljeće | 18. stoljeće | 19. stoljeće | ►
◄ | 1730-ih | 1740-ih | 1750-ih | 1760-ih | 1770-ih | 1780-ih | 1790-ih | ►
◄◄ | ◄ | 1761. | 1762. | 1763. | 1764. | 1765. | 1766. | 1767. | ► | ►►
Arhitektura • Astronomija • Biologija • Glazba • Kazalište • Kemija • Kiparstvo • Knjige • Književnost • Kršćanstvo • Medicina • Politika • Pravo • Promet • Slikarstvo • Znanost

## Događaji
- Engles James Watt usavršio parni stroj.
- Ukinuta Zaporoška Republika

## Rođenja
- 15. veljače – Jens Immanuel Baggesen, danski književnik († 1826.)
- 19. lipnja – José Gervasio Artigas, urugvajski general, političar, revolucionar i domoljub († 1850.)

## Vanjske poveznice
|  | Zajednički poslužitelj ima još gradiva o temi 1764. |